# Piece of Cake (miniserie televisiva)
Piece of Cake è una miniserie televisiva britannica in 6 puntate trasmesse per la prima volta nel 1988.
È una miniserie di guerra raffigurante la vita dei componenti di una squadriglia di caccia della Royal Air Force britannica durante la seconda guerra mondiale a partire dal giorno di entrata in guerra dei britannici fino a uno dei giorni più duri della battaglia d'Inghilterra (7 settembre 1940). La serie è basata sul romanzo omonimo del 1983 di Derek Robinson.

## Personaggi e interpreti
- 'Fanny' Barton (6 puntate, 1988), interpretato da Tom Burlinson.
- 'Moggy' Cattermole (6 puntate, 1988), interpretato da Neil Dudgeon.
- 'Pip' Patterson (6 puntate, 1988), interpretato da George Anton.
- 'Flash' Gordon (6 puntate, 1988), interpretato da Nathaniel Parker.
- Christopher Hart III (6 puntate, 1988), interpretato da Boyd Gaines.
- 'Uncle' Kellaway (6 puntate, 1988), interpretato da David Horovitch.
- 'Skull' Skelton (6 puntate, 1988), interpretato da Richard Hope.
- Commodoro dell'aria Bletchley (6 puntate, 1988), interpretato da Michael Elwyn.
- 'Sticky' Stickwell (5 puntate, 1988), interpretato da Gordon Lovitt.
- 'Flip' Moran (5 puntate, 1988), interpretato da Gerard O'Hare.
- Fitz (6 puntate, 1988), interpretato da Jeremy Northam.
- Rex (4 puntate, 1988), interpretato da Tim Woodward.
- 'Micky' Marriott (4 puntate, 1988), interpretato da Stephen MacKenna.
- Mary (4 puntate, 1988), interpretato da Helena Michell.
- 'Moke' Miller (3 puntate, 1988), interpretato da Mark Womack.
- 'Dicky' Starr (2 puntate, 1988), interpretato da Tom Radcliffe.
- 'Mother' Cox (2 puntate, 1988), interpretato da Patrick Bailey.
- L.A.C. Gullet (2 puntate, 1988), interpretato da John Bleasdale.

## Produzione
La miniserie fu prodotta da Andrew Holmes per la London Weekend Television tramite la Holmes Associates.  Le musiche furono composte da Peter Martin. Il regista è Ian Toynton.

## Distribuzione
La miniserie fu trasmessa nel Regno Unito dal 2 ottobre 1988 al 6 novembre 1988.